# セント・メアリー教会 (ライ)
セント・メアリー教会（セント・メアリーきょうかい、英: St Mary's Church, Church of St Mary）は、イングランド、イースト・サセックスにあるライ行政教区 (civil parish) の教区教会 (parish church) である。1951年よりイギリス指定建造物1級 (Grade I) に指定されている。

## 沿革
ライは、王エゼルレッド2世の譲渡から長きにわたりノルマンディーのフェカン修道院の支配のもとに置かれていた。この状態はノルマン・コンクェスト（ノルマン征服）以前の時代（1014-1017年）に始まり1247年に消失したが、この関係が終局を迎えるまで教区の営みはかなり広域におよんでいたことから、12世紀には、近年まで「イースト・サセックス大聖堂」と呼ばれたような教会が建てられた。
その教会は十字形の建築物として構築された。教会堂の内陣（東）、クロッシング（中央）、袖廊（北・南）、身廊（西）は、1150年から1180年に建築されている。身廊の北と南の通路は12世紀後半のうちに追加された。内陣の北と南の礼拝堂（チャペル）は1220-1250年とされる。北がセント・クレア (St Clare) 礼拝堂であり、南はセント・ニコラス礼拝堂である。
14世紀、1377年のフランス侵略軍の激しい襲撃のうちに、町および教区教会は強奪され、火が放たれた。教会の損傷は広範囲に至り、この火災に由来する最終的な修繕は19世紀になされている。襲撃を受けた翌年、ライとウィンチェルシーの男らが、盗られた鐘などの略奪品を取り戻した。その鐘の1口は、今後あり得る攻撃から侵略者を抑止するよう、ウォッチベル・ストリート (Watchbell Street) に掛けられた。今日の教会に設置されている8口の鐘は、この当初の鐘ではなく、1775年からのものである。

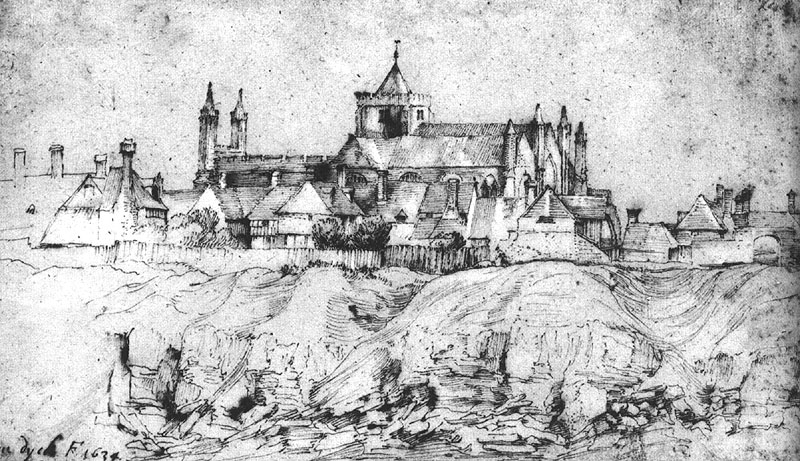
セント・メアリー教会の描画（1634年、アンソニー・ヴァン・ダイク作）

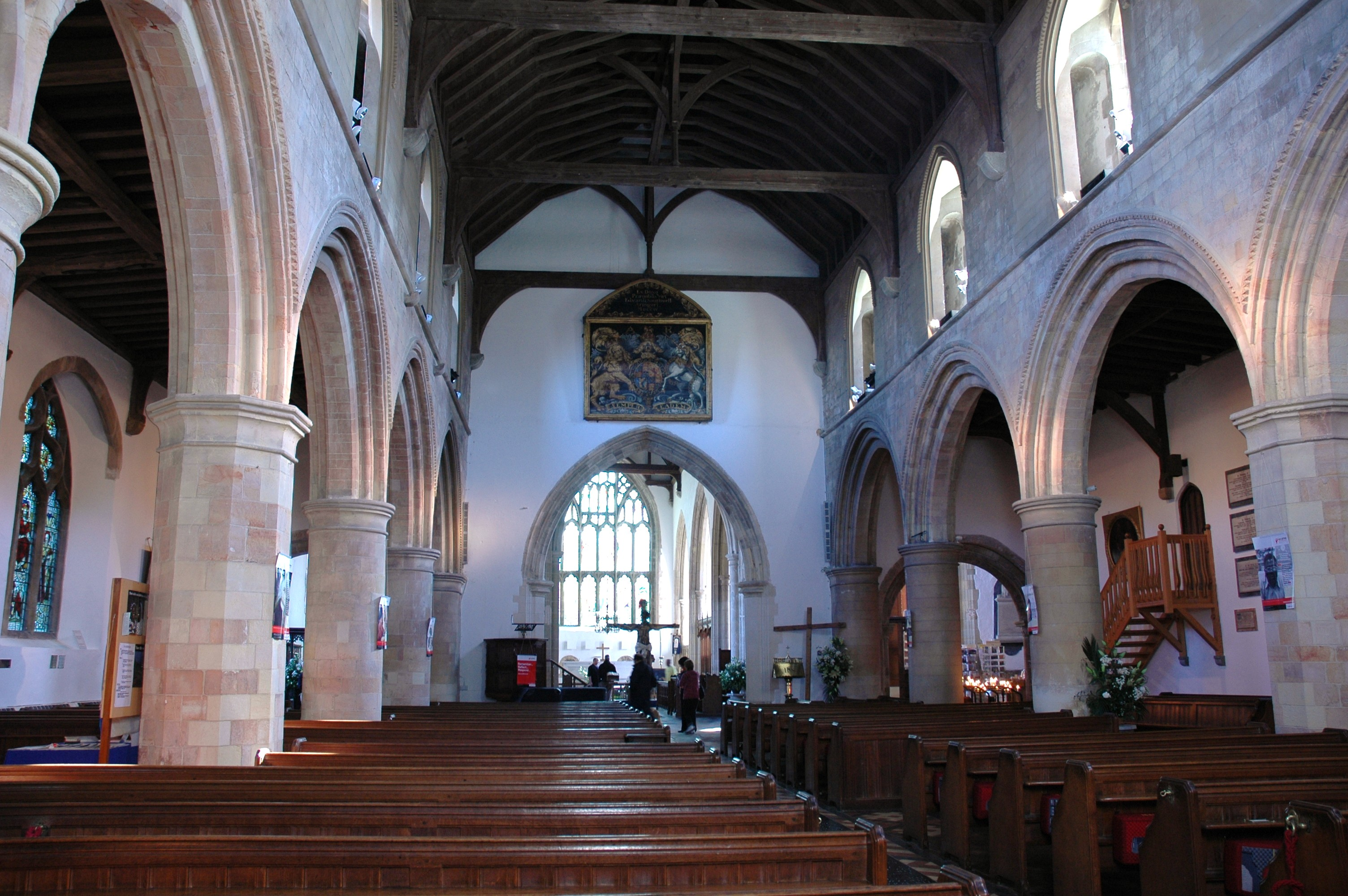
身廊（東の内陣方向）

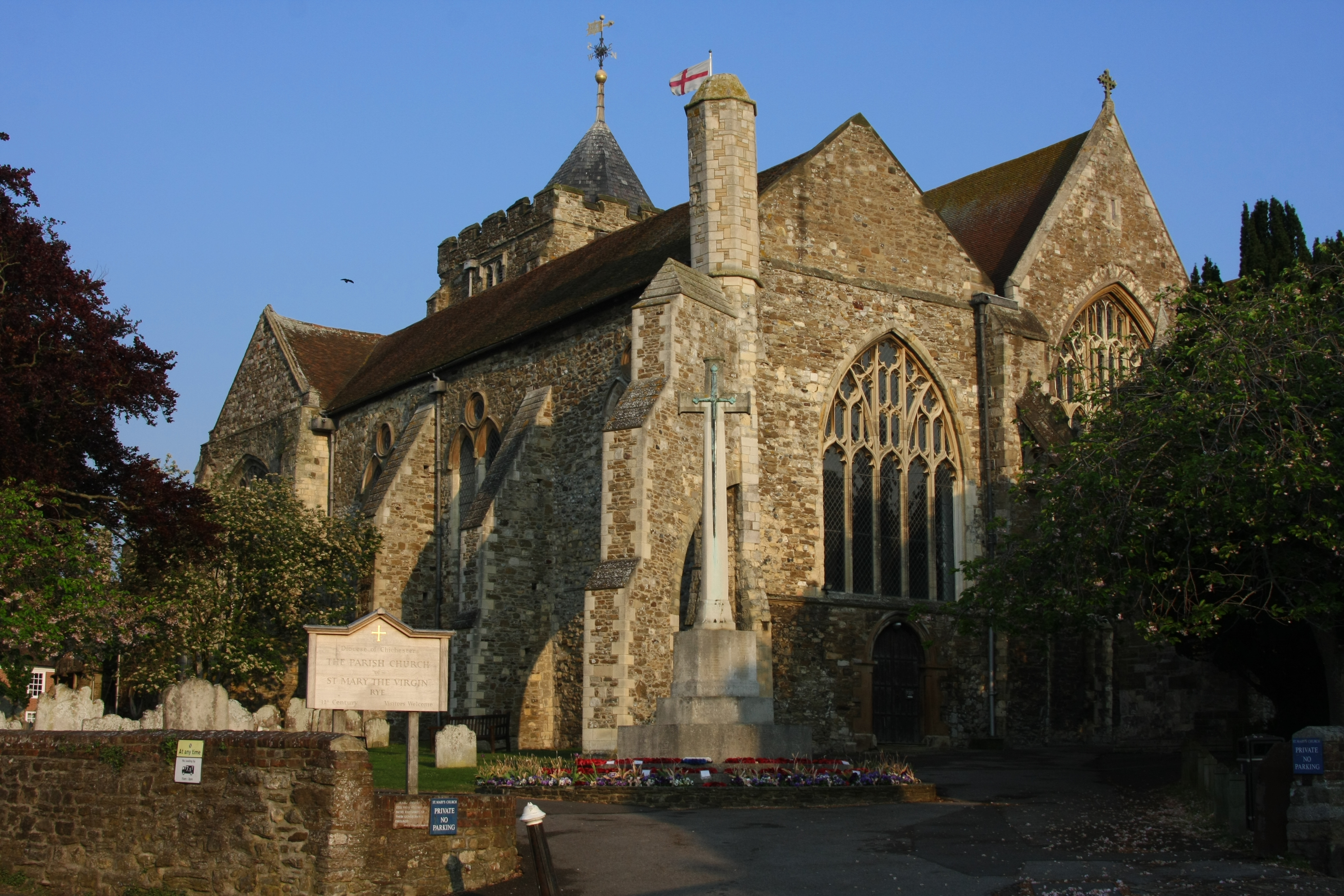
チャーチ・スクエア (Church Square) の入口（南東の角）と第一次世界大戦からのライの記念碑（中央: 十字架のモニュメント〈指定建造物2級 (Grade II) 2017年〉）

教会はフランスの襲撃後に改修がなされ、15世紀に飛梁（とびばり、フライング・バットレス）が内陣の南東端に加えられたほか、内陣の東端および南の礼拝堂にはよくできた垂直の窓が構築された。16世紀初頭には南・北の袖廊に窓が追加された。
今もなお使われている教会の最も古い塔時計（タレット・クロック）の1つである現在の時計は、1560年、ユグノーの職人 Lewys Billiard によって新たに製作され、1561–1562年に設置された。当初の時計は、1513年のウィンチェルシーの職人によるものであった。2体のケルビムからなる1/4時を告げる「クォーター・ボーイ (Quarter Boys)」は、1760年（1761年）に付加され、1969年にレプリカに置換された。1674年に付けられた振り子は、1810年に交換されている。教会内に揺れるこの大きな振り子は、長さ 18フィート (5.5 m) である。
身廊にある座席は19世紀に設置されたものであるが、ライ町長 (The Mayor of Rye) の座席は1547年のもので、その上質に仕上げられた座席は、講壇付近に配置されている。オルガンは1901年、Norman and Beard により設置され、1911年に現在の場所に移された。
窓のステンドグラスは皆それほど古いものではなく、東窓は、第二次世界大戦で破壊されたステンドグラスに代えて設置された。西窓は、小説 “Mapp and Lucia”（マップとルチア）の著者 E・F・ベンソンにより両親や夫人らの追悼に奉献されたもので、南の袖廊の窓 (Benedicite Window) も「希望と栄光の国」の作詞で知られる兄 A・C・ベンソン をしのんで  E・F・ベンソン より捧げられた。また注目されるものとして、北の通路にあるエドワード・バーン＝ジョーンズが1891年に描き、Morris & Co. によって1897年に製作されたステンドグラスなどがある。

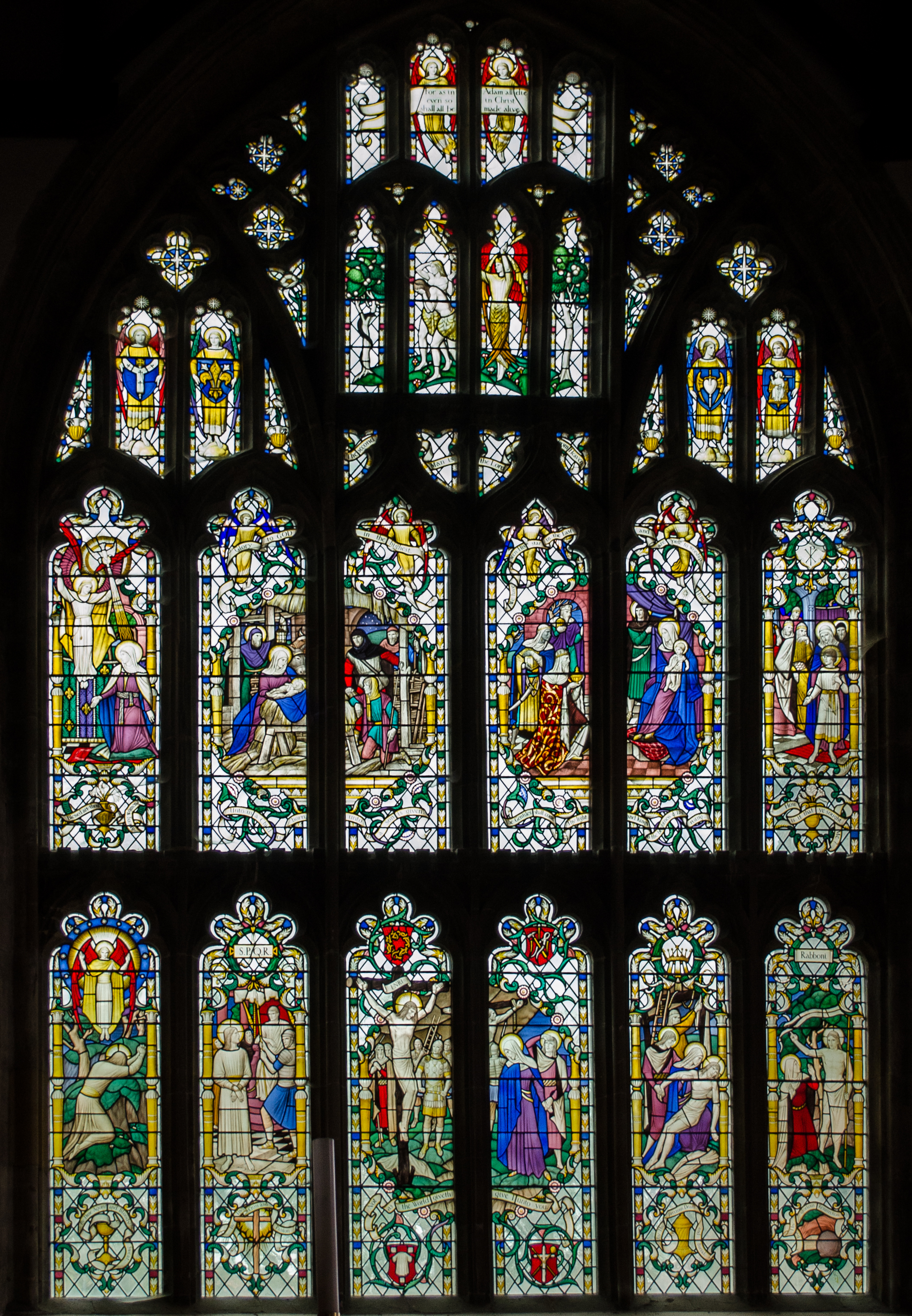
内陣の東窓（Christopher Webb の窓、1958年[6]）
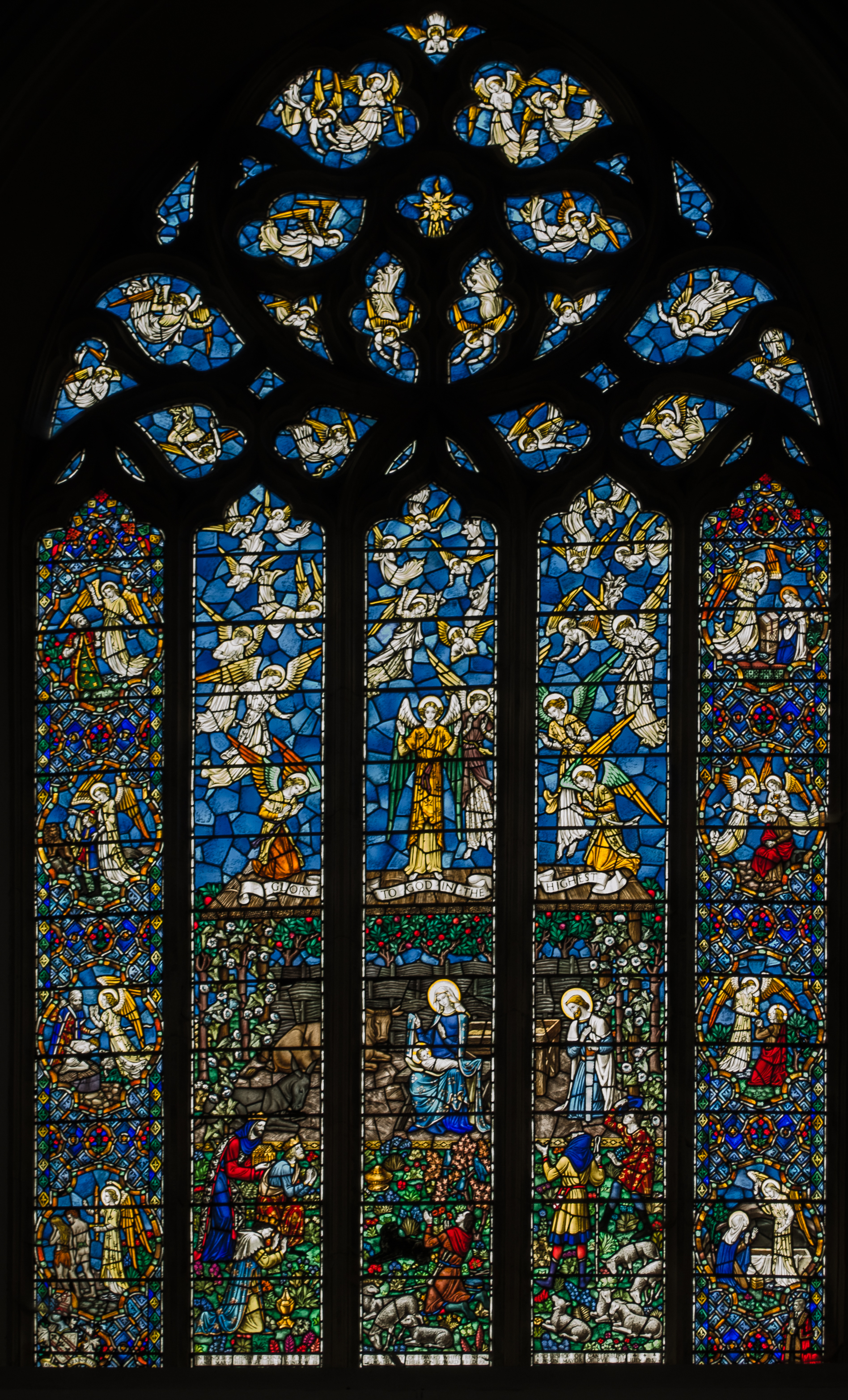
身廊の西窓（James Powell and Sons 1937年）
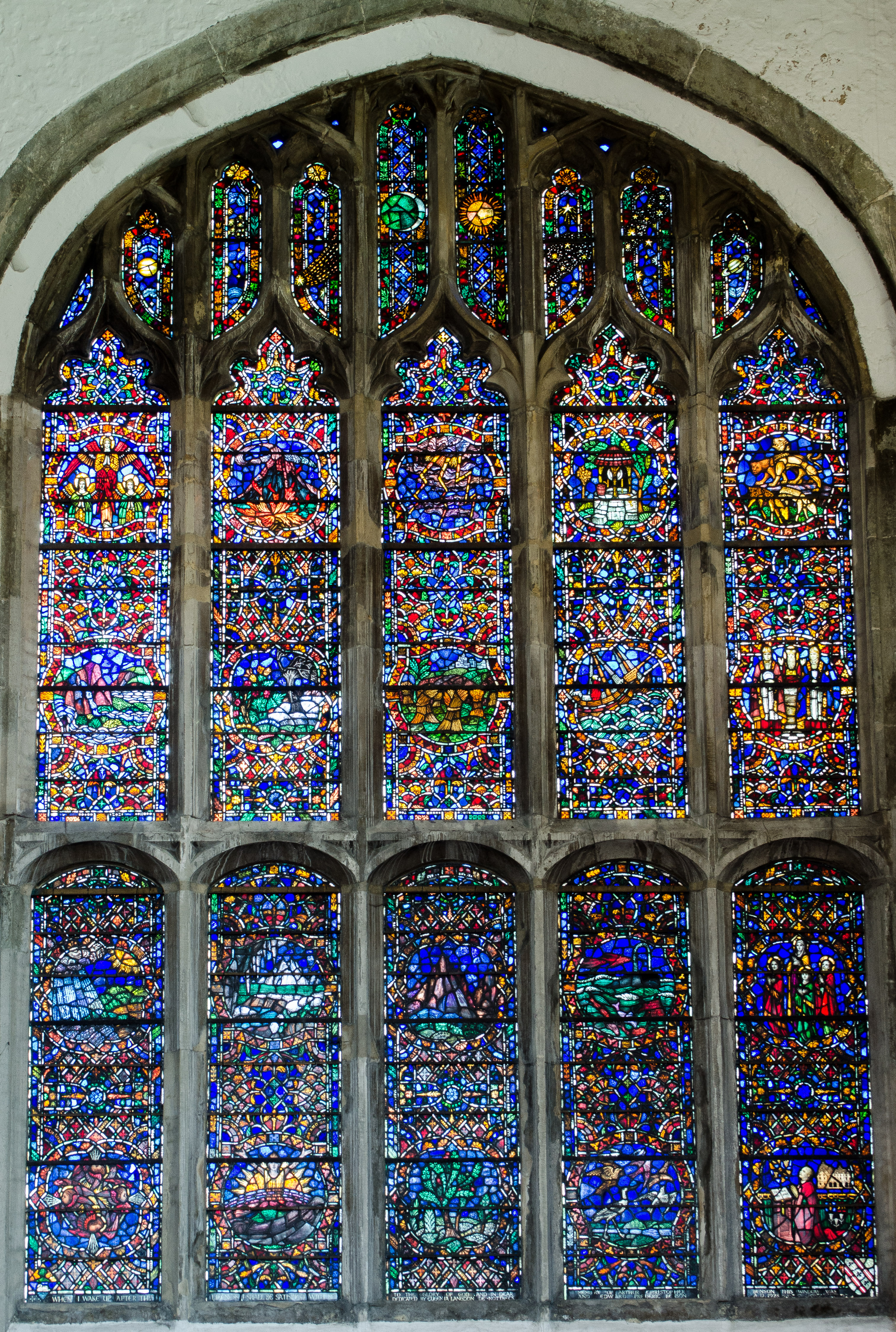
南袖廊の窓（J. H. Hogan の窓、Powell and Sons 1939年）
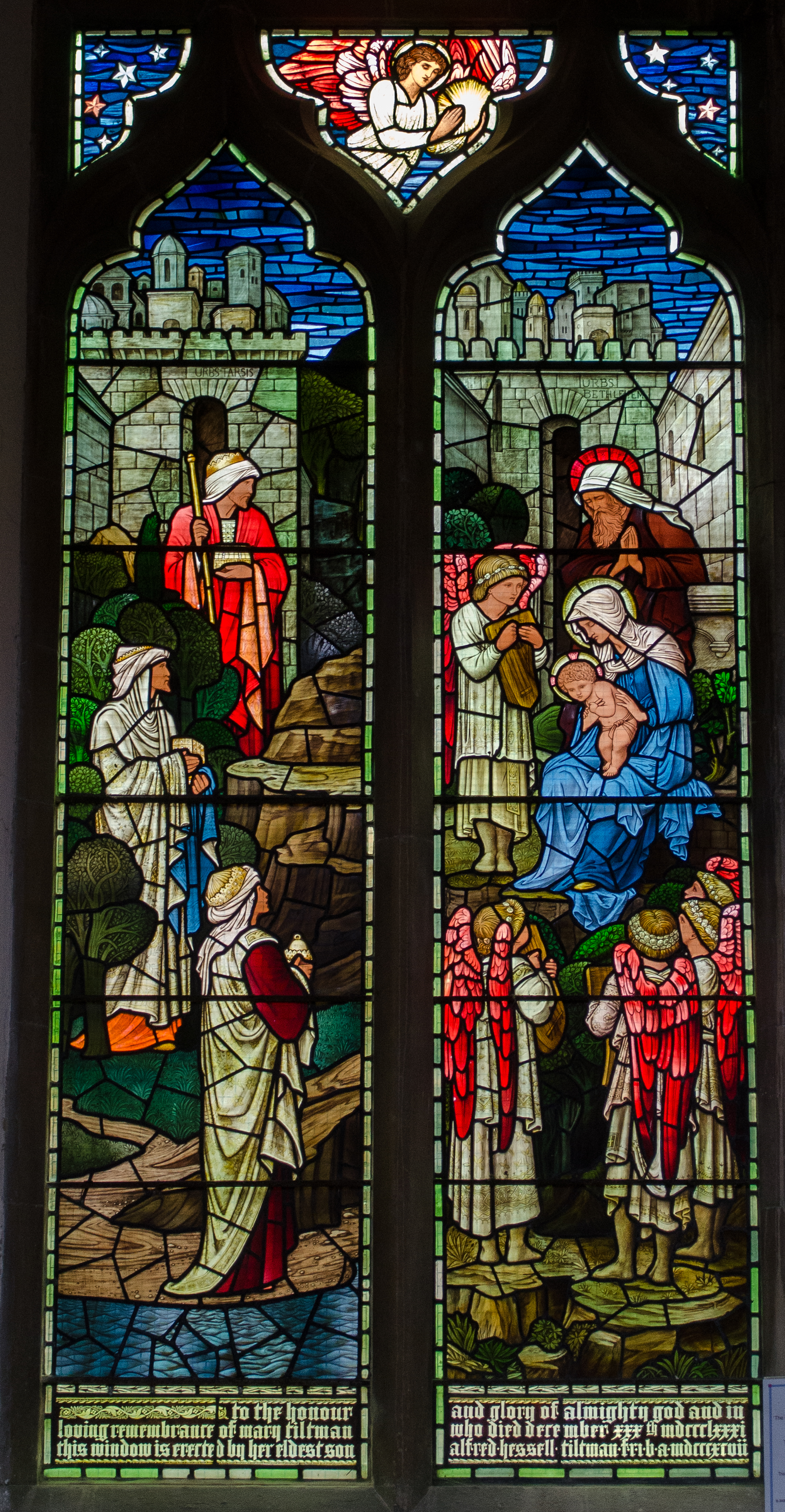
北通路のバーン＝ジョーンズの窓（Morris & Co. 1897年）

### 関連資料
- Holloway, William (1847). The History and Antiquities of the Ancient Town and Port of Rye, in the County of Sussex. 2021年11月21日閲覧。
- Butler, G. Slade (1870). “The Church of St Mary, Rye”. Sussex Archaeological collection (Sussex Archaeological Society) 22:  124-133 2021年11月21日閲覧。.
- Borrowman, John (1907). “A Short Account of Rye Church, Sussex”. Sussex Archaeological collection (Sussex Archaeological Society) 50:  20-40 2021年11月21日閲覧。.
- Howgrave-Graham, R. P. (1928). Some Clocks and Jacks, with Notes on the History of Horology. The Society of Antiquaries of London. 257-312. doi:10.1017/S0261340900013448
- Draper, Gillian; et al. (2009). Rye: A History of A Sussex Cinque Port to 1660. Phillimore & Co Ltd. ISBN 9781860776076